# Wenyen Gabriel
Wenyen Gabriel (Kartúm, 1997. március 26. –) dél-szudáni válogatott kosárlabdázó, a Los Angeles Lakers játékosa a National Basketball Associationben (NBA).
Gabriel Kartúmban született, de két éves korában anyjával és bátyjával Kairóba menekült a második szudáni polgárháború elől. Két évvel azt követően, hogy Egyiptomba érkezett, családjának engedélyt adott az ENSZ, hogy a nagy dél-szudáni népességgel rendelkező amerikai Manchesterbe költözzön. Három évet töltött a manchesteri Trinity Középiskolában, mielőtt Massachusettsbe költözött és a Wilbraham & Monson Academy játékosa lett. Ezt követően egyetemen a Kentucky Wildcats színeiben kosárlabdázott, osztálya egyik legjobbjának tekintették, 2016-ban az ESPN az ország 14. legjobb tehetségének nevezte.
A 2018-as NBA-drafton egy csapat se választotta ki, de ettől függetlenül játszott az NBA-ben a Sacramento Kings, a Portland Trail Blazers, a New Orleans Pelicans, a Brooklyn Nets, a Los Angeles Clippers és a Los Angeles Lakers csapatában, illetve az NBA G-League-ben is, a Stockton Kings és a Wisconsin Herd színeiben.
Képviselte az Egyesült Államokat a 2016-os Nike Hoop Summiton, a junior válogatott tagjaként. Ennek ellenére hazájának Dél-Szudánt tekinti.

## Statisztika

### Egyetem
| Év        | Csapat            | JM | KM | JP/M | MG%  | 3P%  | BD%  | LP/M | GP/M | L/M | B/M | P/M |
| --------- | ----------------- | -- | -- | ---- | ---- | ---- | ---- | ---- | ---- | --- | --- | --- |
| 2016–2017 | Kentucky Wildcats | 38 | 23 | 17,7 | .405 | .317 | .618 | 4,8  | 0,7  | 0,3 | 0,9 | 4,6 |
| 2017–2018 | Kentucky Wildcats | 37 | 7  | 23,1 | .442 | .396 | .625 | 5,4  | 0,6  | 0,8 | 1,1 | 6,8 |
| Karrier   | Karrier           | 75 | 30 | 20,3 | .426 | .367 | .622 | 5,1  | 0,6  | 0,5 | 1,0 | 5,7 |

### NBA

#### Alapszakasz
| Év        | Csapat                 | JM  | KM | JP/M | MG%  | 3P%  | BD%  | LP/M | GP/M | L/M | B/M | P/M |
| --------- | ---------------------- | --- | -- | ---- | ---- | ---- | ---- | ---- | ---- | --- | --- | --- |
| 2019–2020 | Sacramento Kings       | 11  | 0  | 5,5  | .353 | .125 | .600 | 0,9  | 0,3  | 0,3 | 0,2 | 1,7 |
| 2019–2020 | Portland Trail Blazers | 19  | 1  | 9,2  | .484 | .417 | .750 | 2,2  | 0,3  | 0,4 | 0,3 | 2,7 |
| 2020–2021 | New Orleans Pelicans   | 21  | 0  | 11,5 | .400 | .406 | .647 | 2,6  | 0,5  | 0,4 | 0,4 | 3,4 |
| 2021–2022 | Brooklyn Nets          | 1   | 0  | 1,0  | —    | —    | —    | 1,0  | 0,0  | 0,0 | 0,0 | 0,0 |
| 2021–2022 | Los Angeles Clippers   | 6   | 0  | 7,7  | .385 | .400 | .500 | 2,3  | 0,3  | 0,2 | 0,3 | 2,3 |
| 2021–2022 | Los Angeles Lakers     | 19  | 5  | 16,4 | .505 | .261 | .605 | 4,3  | 0,6  | 0,2 | 0,5 | 6,7 |
| 2022–2023 | Los Angeles Lakers     | 68  | 2  | 15,1 | .596 | .278 | .619 | 4,2  | 0,5  | 0,4 | 0,5 | 5,5 |
| 2023–2024 | Memphis Grizzlies      | 5   | 0  | 16,2 | .364 | .167 | .000 | 5,0  | 0,6  | 0,4 | 0,4 | 3,4 |
| Karrier   | Karrier                | 150 | 8  | 12,9 | .524 | .311 | .606 | 3,4  | 0,5  | 0,4 | 0,4 | 4,4 |

#### Play-in
| Év      | Csapat                 | JM | KM | JP/M | MG%  | 3P%   | BD% | LP/M | GP/M | L/M | B/M | P/M |
| ------- | ---------------------- | -- | -- | ---- | ---- | ----- | --- | ---- | ---- | --- | --- | --- |
| 2020    | Portland Trail Blazers | 1  | 0  | 9,1  | .333 | 1.000 | -   | 1,0  | 1,0  | 0,0 | 0,0 | 3,0 |
| 2023    | Los Angeles Lakers     | 1  | 0  | 1,8  | -    | -     | -   | 0,0  | 0,0  | 0,0 | 0,0 | 0,0 |
| Karrier | Karrier                | 2  | 0  | 5,5  | .333 | 1.000 | -   | 0,5  | 0,5  | 0,0 | 0,0 | 1,5 |

#### Rájátszás
| Év      | Csapat                 | JM | KM | JP/M | MG%  | 3P%  | BD%  | LP/M | GP/M | L/M | B/M | P/M |
| ------- | ---------------------- | -- | -- | ---- | ---- | ---- | ---- | ---- | ---- | --- | --- | --- |
| 2020    | Portland Trail Blazers | 4  | 2  | 13,3 | .600 | .400 | .500 | 2,5  | 1,0  | 0,5 | 0,5 | 5,3 |
| 2023    | Los Angeles Lakers     | 10 | 0  | 3,7  | .400 | —    | .667 | 0,9  | 0,0  | 0,2 | 0,3 | 1,0 |
| Karrier | Karrier                | 14 | 2  | 6,5  | .520 | .400 | .600 | 1,4  | 0,3  | 0,3 | 0,4 | 2,2 |